# إلبيرت كيمبروف
إلبيرت كيمبروف (بالإنجليزية: Elbert Kimbrough) هو لاعب كرة قدم أمريكية أمريكي، ولد في 24 مارس 1938 في غاليسبورغ في الولايات المتحدة.

## وصلات خارجية
- إلبيرت كيمبروف على موقع مرجع كرة القدم المحترفة.كوم (الإنجليزية)